# Erik Trana (ämbetsman)
Erik Andersson Trana, död 25 oktober 1634 vid belägringen av fästningen Minden, var en svensk militär och ämbetsman.

## Biografi
Erik Andersson Trana, som var av finsk bondesläkt och grundlig kännare av förhållandena i gränstrakterna, tjänstgjorde först som rysk tolk och medföljde 1609 den svensk-finska armén till Ryssland, där han småningom blev proviantmästare vid garnisonen i Novgorod. Han blev 1622 kamrerare och senare kommissarie i Ingermanland och fick 1625 i uppdrag att kameralt organisera området kring Dorpat. Han nedlade här ett utomordentligt arbete, övervakade personligen böndernas prestationer och blev Axel Oxenstiernas främste medarbetare vid provianteringen av armén. 1626 adlades han och efterträdde samma år Nils Stiernsköld som ståthållare i Dorpats län. 1628 utnämndes han till krigskommissarie i Riga och fick ledningen över den kamerala förvaltningen och arméns underhåll i hela Livland. Han insatser ledde till en uppryckning av finansförvaltningen och en nydaning av skatteväsendet i provinsen. Trana var samtidigt verksam vid genomförandet av den nya handelsordningen och licenspolitiken. Han hade en klar blick för den ryska marknadens betydelse och ville bland annat grunda ett svenskt kompani för öppnande av en handelsväg över Ryssland mot Persien. Trana hade stor andel i 1630 års reformer i Livland men i sina försök att kontrollera den ryska handeln över Livland skaffade han sig många motståndare där, bland annat genom sitt energiska och oförskräckta försvar av kronans intresse mot enskilda. Han övervakade truppernas överförande till Tyskland 1630, kallades våren 1631 till Gustav II Adolf samt utnämndes till krigskommissarie och 1632 till generalkrigskommissarie i Niedersachsiska kretsen. Trana utövade här ett stort inflytande på krigföringen, deltog i belägringen av Wismar vintern 1631 och anförtroddes 1632 förvaltningen över stiftet Magdeburg samt Mark. I augusti 1632 råkade Trana under belägringen av staden Wolfenbüttel i fångenskap, men rymde efter sju månader och utnämndes därefter till överste för ett kavalleri- och infanteriregemente. 1634 blev han medlem av ett krigsråd, som skulle leda försvaret av Livland, men stupade, innan han hunnit tillträda denna tjänst.

### Familj
Trana var gift med Margareta Eketrä (1610–1633). Hon var dotter till ståthållaren Sven Månsson Eketrä. De fick tillsammans barnen studenten Gustaf Trana (död 1643) vid Uppsala universitet och Christina Trana (1629–1650) som var gift med landshövdingen Jakob Törnsköld.